# パルス
パルス（英: Pulse）は、短時間に急峻な変化をする信号の総称。また、脈動の意。ここでは信号について述べる。

## 矩形波
矩形波は急激な立ち上がり・立ち下がりを持つ。

（上から）正弦波、矩形波、三角波、のこぎり波の波形

電子回路の分野では立ち上がり状態の時間幅が狭い矩形波をパルスと呼ぶ。クロック信号や同期信号に使われる。
黒電話など回転ダイヤル式の電話機から電話交換機へ送出する選択信号をダイヤルパルスという。
パルスの変化によって信号を変調することをパルス変調という。パルス幅変調、パルス振幅変調、パルス符号変調などの種類がある。
シンセサイザーの音色では、矩形波以外に三角波やのこぎり波もパルス波という。

## インパルス

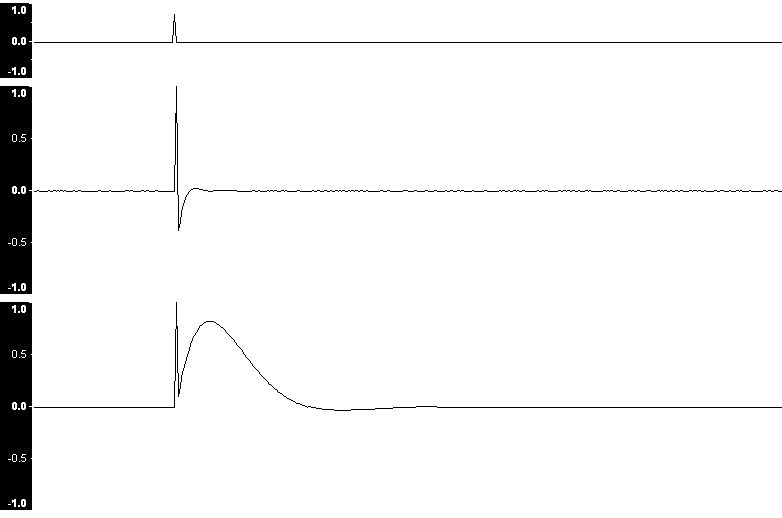
単純な音響システムのインパルス応答の例。上から、元のインパルス、高周波をブーストした場合、低周波をブーストした場合

インパルス（{\displaystyle \delta }関数とも言う）と言った場合は幅が無限小、高さ1の信号を表し、周波数領域において以下の式で表される。
{\displaystyle F(\omega )=\int _{-\infty }^{\infty }\delta (t)\cdot e^{-j\omega t}dt=e^{-j\omega 0}=1}
インパルスをシステムに入力した時の出力をインパルス応答という。

## パルス状
信号が脈打つことをパルス状という。また、雷の電磁パルスや直下型地震のような振幅もパルス状という。